# 2018년 동계 올림픽 슬로바키아 선수단
2018년 동계 올림픽 슬로바키아 선수단은 대한민국 평창에서 개최되는 2018년 동계 올림픽에 참가하는 올림픽 슬로바키아 선수단이다. 이번이 여덟 번째 동계 올림픽 참가이다.
이번 대회에서 슬로바키아는 총 56명의 선수가 일곱 개의 종목에 출전한다.

## 참가 선수
다음은 각 종목별 선수 출전 현황이다.
| 종목         | 남자 | 여자 | 총합 |
| ------------ | ---- | ---- | ---- |
| 알파인스키   | 3    | 4    | 7    |
| 바이애슬론   | 5    | 5    | 10   |
| 크로스컨트리 | 3    | 2    | 5    |
| 피겨스케이팅 | 1    | 2    | 3    |
| 아이스하키   | 25   | 0    | 25   |
| 루지         | 4    | 1    | 5    |
| 스노보드     | 0    | 1    | 1    |
| 총합         | 41   | 15   | 56   |

## 메달 집계
| 종목 | 1 | 2 | 3 | 합계 |
| 합계 |   |   |   |      |

### 바이애슬론
| 선수 | 세부 종목 | 기록 | 사격 실수 | 순위 |

### 피겨 스케이팅
| 선수 | 세부 종목 | 쇼트 프로그램 | 쇼트 프로그램 | 프리 스케이팅 | 프리 스케이팅 | 합계 | 합계 |
| 선수 | 세부 종목 | 점수          | 순위          | 점수          | 순위          | 점수 | 순위 |